# Hägglingen
Hägglingen is een gemeente en plaats in het Zwitserse kanton Aargau en maakt deel uit van het district Bremgarten.
Hägglingen telt 2.332 inwoners.